# عصفلدين قاسي الأوراق
العِصْفَلْدِين قاسي الأوراق (باللاتينية: Asphodeline rigidifolia) نوع نباتي ينتمي إلى جنس العِصْفَلْدِين من الفصيلة الزانثوروية (باللاتينية: Xanthorrhoeaceae).

## الموئل والانتشار
الموئل الأصلي لهذا النوع تركيا.

## مرادفات للاسم
- (باللاتينية: Asphodelus rigidifolius Boiss. & Heldr.)